# وزارة الإعمار والإسكان والبلديات العامة (العراق)
وزارة الإعمار والإسكان والبلديات العامة هي الجهة الرسمية في العراق المسؤولة عن توفير المياه الصالحة للشرب ومعالجة مياه الصرف الصحي والنفايات الصلبة إضافة إلى شبكات الطرق البلدية وإدارة العقارات العامة في تحديد استعمالات الأرض والتخطيط العمراني وتأسيس استراتيجيات تطوير المدن والمستقرات الريفية وتحسين بيئتها .

## تشكيلاتها
تتشكل الوزارة من المديريات والدوائر والمكاتب التالية:
- المديرية العامة لديوان الوزارة
- مديرية البلديات العامة
- مديرية الابنية العامة
- المديرية العامة للماء
- المديرية العامة للمجاري
- المديرية العامة للتخطيط العمراني
- المديرية العامة للتخطيط والمتابعة
- المديرية العامة للموارد البشرية
- مكتب المفتش العام
- دائرة تكنولوجيا المعلومات
- مكتب الإدارة الاستراتيجية
- دائرة العقود
- شركة الفاروق العامة
- شركة اشور العامة
- شركة حمورابي العامة[1]